# Legión Checoslovaca

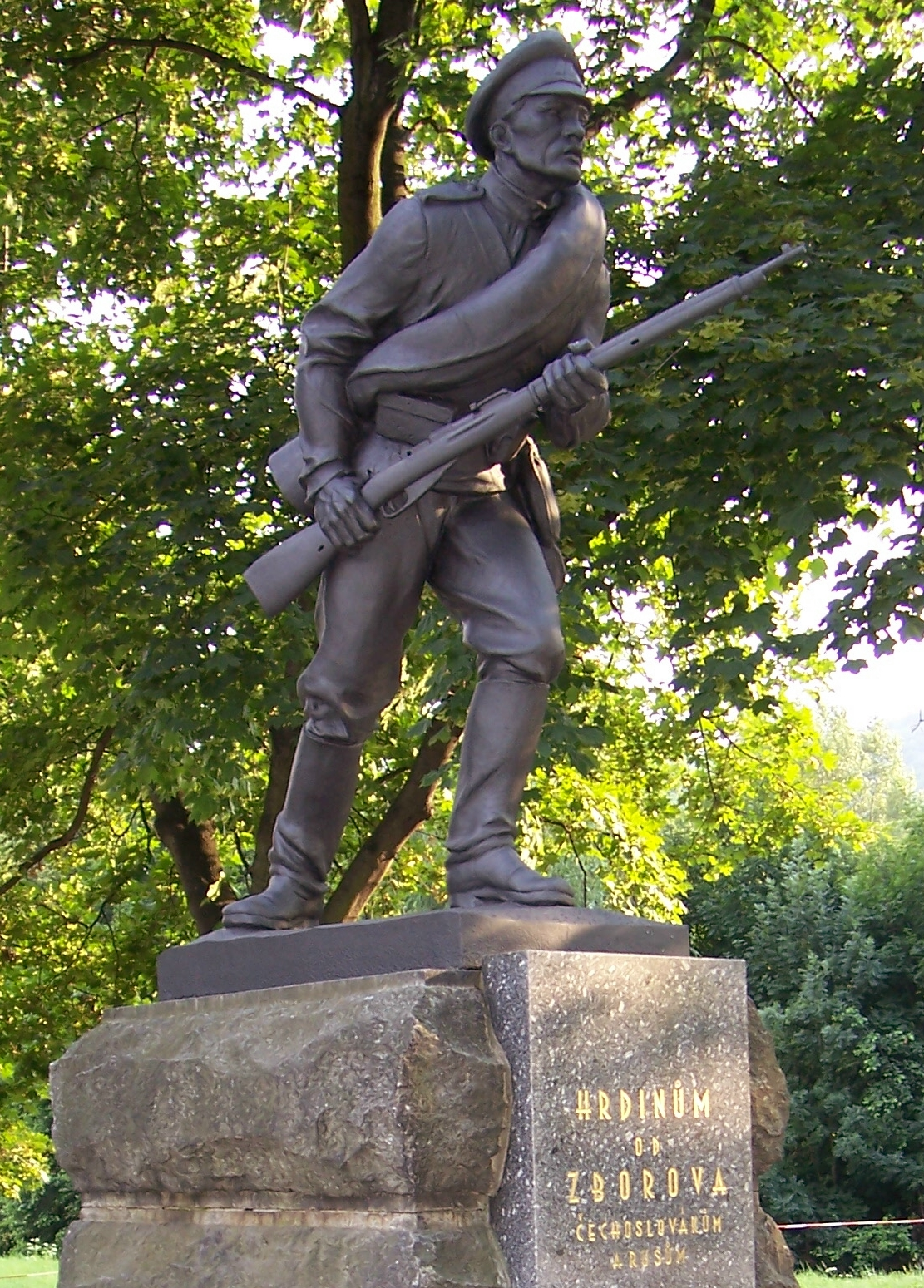
Monumento conmemorativo de la batalla de Zborov.

Las legiones checoslovacas (en checo Česko(-)slovenské legie, en eslovaco Česko-slovenské légie) fueron un conjunto de voluntarios checos y eslovacos que sirvieron en distintos ejércitos de la Entente Cordiale durante la Primera Guerra Mundial (1914-1918) y la Guerra Civil Rusa (1918-1922). Aparte de las legiones checoslovacas que sirvieron en los ejércitos francés y ruso, también encontramos cuerpos militares checoslovacos en los ejércitos italiano y serbio.

## Antecedentes
La parte checa de Checoslovaquia formaba parte desde el siglo XVII del Imperio austríaco bajo el nombre de Bohemia y Moravia. La parte eslovaca de Checoslovaquia pertenecía desde el siglo X al Reino de Hungría. A lo largo del siglo XIX y principios del XX, el nacionalismo checo y eslovaco fue desarrollándose y adquiriendo mayor amplitud, sobre todo entre los inmigrantes checoslovacos en el resto de los países europeos. Cuando estalló la Primera Guerra Mundial, muchos de estos inmigrantes vieron en la derrota del Imperio austro-húngaro la posibilidad de alcanzar su sueño formando un Estado común de checos y eslovacos independiente. A finales de la Primera Guerra Mundial surgió la idea del checoslovaquismo.

## La Legión Checoslovaca en Francia
El 31 de agosto de 1914, se crea la primera unidad del ejército checoslovaco, la compañía Nazdar, integrada en el Regimiento de infantería n.º 2 en Bayona. Estaba formada esencialmente por inmigrantes e intelectuales checoslovacos residentes en el país galo. Bajo la iniciativa del eslovaco Milan Rastislav Štefánik, se organiza en 1918 una brigada checoslovaca que contaba con aproximadamente 10.000 hombres.
En total, casi un millar de soldados checoslovacos fallecieron luchando en el ejército francés.

## La Legión Checoslovaca en Rusia
Cuando estalló la Primera Guerra Mundial, los inmigrantes checos y eslovacos residentes en Rusia pidieron al zar Nicolás II de Rusia la creación de un cuerpo checoslovaco en el ejército imperial ruso. El zar aceptó, y en 1915 la Compañía checoslovaca se integró en el ejército ruso. Rápidamente, la compañía engrosó sus filas gracias a desertores y prisioneros checos y eslovacos del ejército austrohúngaro en el frente ruso. En febrero de 1916 se denominó Regimiento de fusileros checoslovacos y en mayo de 1916 adquirió el estatus de brigada con más de 7.000 hombres. Los dirigentes nacionalistas checos y eslovacos Štefánik y Masaryk viajaron a Rusia para organizar el germen del futuro ejército checoslovaco. En septiembre de 1917, se formó la División de fusileros husitas para convertirse a finales de 1917 en el Cuerpo Checoslovaco de Rusia con casi 65.000 soldados checoslovacos.

### Durante la Guerra Civil Rusa
Tras la toma del poder por parte de los bolcheviques durante la Revolución de Octubre (1917), Rusia firmó con las Potencias Centrales el Tratado de Brest-Litovsk en marzo de 1918. Mediante dicho tratado Rusia abandonaba la contienda, pero prometiendo a los miembros de la Entente la evacuación de la Legión Checoslovaca hacia Francia. A causa del bloqueo naval alemán, se decidió que la Legión Checoslovaca saliera de Rusia vía Vladivostok hacia Estados Unidos.
La Legión Checoslovaca inició un largo viaje a través de Siberia en el Transiberiano. Al poco de iniciado, el gobierno bolchevique, incumpliendo su compromiso, dio orden de detener a los desertores checoslovacos del ejército austríaco para ser repatriados a Austria, donde les esperaba el fusilamiento. Tras incidentes menores, el comisario para la guerra León Trotski ordenó el inmediato desarme de la Legión Checoslovaca. La respuesta no se hizo esperar, y en mayo de 1918 la Legión Checoslovaca tomó por las armas la estación y la ciudad de Cheliábinsk, con la intención de presionar a las autoridades bolcheviques para que cumplieran el compromiso de repatriación. La situación de guerra civil con múltiples contendientes no hacía tarea fácil su salida. Aunque algunos miembros de la Legión Checoslovaca sirvieron en las filas del Ejército Blanco del Almirante Aleksandr Kolchak, la mayoría se mantuvieron como una unidad en busca de su objetivo. Después de arrebatar ocho vagones repletos de oro de la reserva imperial rusa, la Legión Checoslovaca contó con la suficiente capacidad de presión para negociar su retirada con los bolcheviques y por fin abandonó Rusia en 1920.

## Después de la guerra

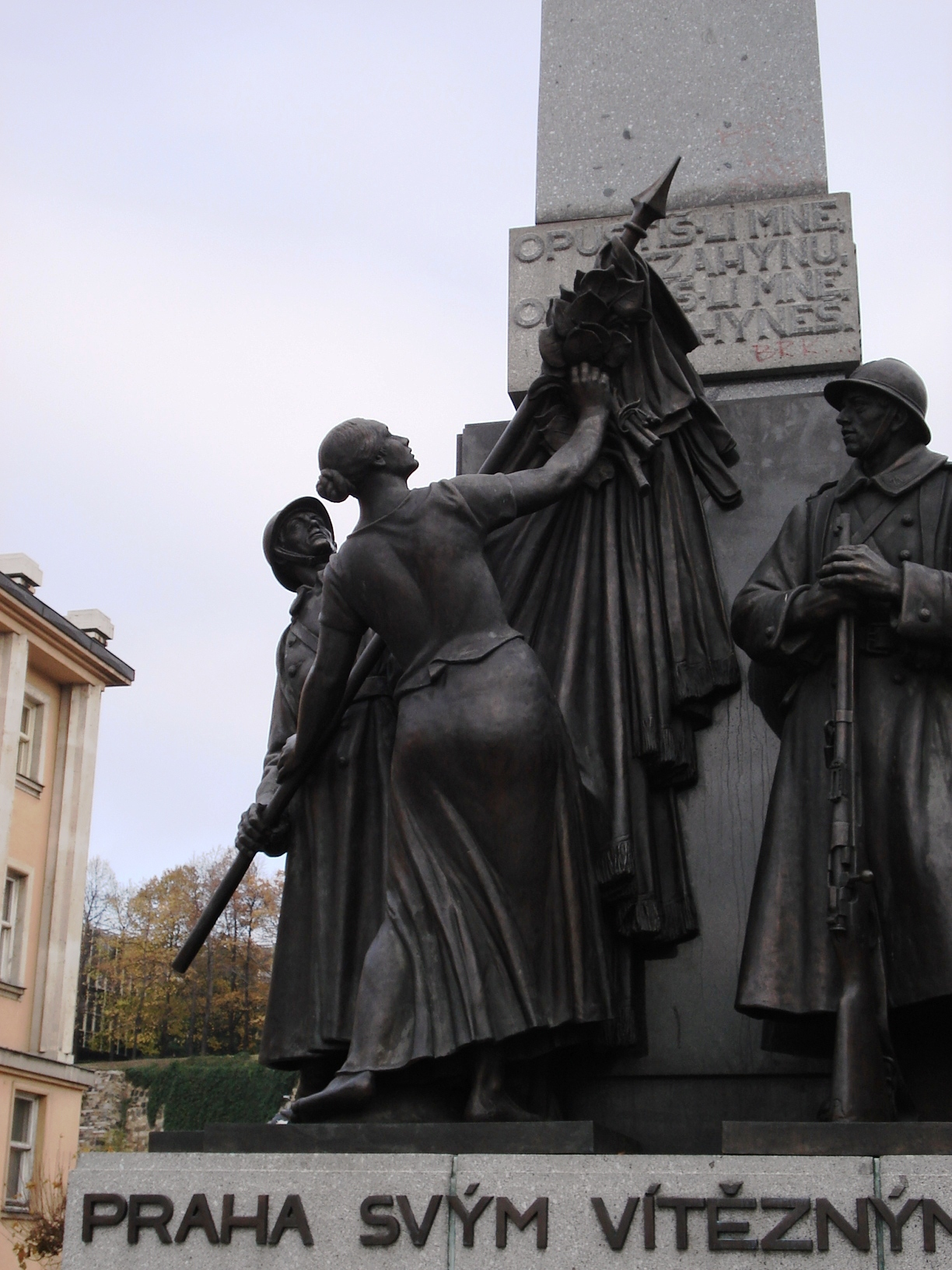
Monumento a la Legión Checoslovaca

La Legión Checoslovaca se convirtió en el germen del Ejército Checoslovaco. Desde entonces se ha especulado con la posibilidad de que de los ocho vagones de oro sólo siete fueran devueltos, mientras que el restante sirviera para financiar el regreso a Checoslovaquia, donde el sobrante se dedicara a fundar el Banco de la Legión (Legionářská banka), con sede en Praga.
Algunos historiadores checos han sacado a la luz documentos que demostrarían que todo el oro fue devuelto, principalmente los protocolos de la entrega entre la Legión y los bolcheviques. Documentos adicionales demostrarían que el banco fue fundado por una serie de empresas, así como los ahorros de unos 50.000 miembros de la Legión con sus pagas de casi dos años.
Sin embargo, William Clarke en su libro The Lost Fortune of the Tsars cita registros de la oficina de la Hong Kong & Shanghai Banking Corporation en Vladivostok para cuestionar esto. Shay McNeal, en su libro The Secret Plot to Save the Tsar, en la misma línea, menciona ciertas transferencias a bancos de San Francisco.